# Грант Тауншип (округ Індіана, Пенсільванія)
Грант Тауншип (англ. Grant Township) — селище (англ. township) в США, в окрузі Індіана штату Пенсільванія. Населення — 626 осіб (2020).

## Демографія
Згідно з переписом 2010 року, у селищі мешкала 741 особа в 312 домогосподарствах у складі 213 родин. Було 391 помешкання
Расовий склад населення:
| - 98,8 % — білих - 0,3 % — корінних американців - 0,3 % — азіатів |

До двох чи більше рас належало 0,7 %. Частка іспаномовних становила 1,1 % від усіх жителів.
За віковим діапазоном населення розподілялося таким чином: 22,1 % — особи молодші 18 років, 59,3 % — особи у віці 18—64 років, 18,6 % — особи у віці 65 років та старші. Медіана віку мешканця становила 43,1 року. На 100 осіб жіночої статі у селищі припадало 94,5 чоловіків;  на 100 жінок у віці від 18 років та старших — 99,7 чоловіків також старших 18 років.
Середній дохід на одне домашнє господарство  становив 53 233 долари США (медіана — 40 769), а середній дохід на одну сім'ю — 61 419 доларів (медіана — 53 438). Медіана доходів становила 41 875 доларів для чоловіків та 28 571 долар для жінок. За межею бідності перебувало 10,2 % осіб, у тому числі 21,7 % дітей у віці до 18 років та 10,2 % осіб у віці 65 років та старших.
Цивільне працевлаштоване населення становило 297 осіб. Основні галузі зайнятості: освіта, охорона здоров'я та соціальна допомога — 31,0 %, роздрібна торгівля — 12,1 %, транспорт — 10,4 %.